# Rävsjön, Närke
Rävsjön är en sjö i Hallsbergs kommun i Närke och ingår i Motala ströms huvudavrinningsområde. Sjön har en area på 0,0635 kvadratkilometer och ligger 147,3 meter över havet. Sjön avvattnas av vattendraget Lotorpsån (Haddeboån).

## Delavrinningsområde
Rävsjön ingår i det delavrinningsområde (653816-146813) som SMHI kallar för Inloppet i Hjärtasjön. Medelhöjden är 142 meter över havet och ytan är 8,88 kvadratkilometer. Det finns inga avrinningsområden uppströms utan avrinningsområdet är högsta punkten. Lotorpsån (Haddeboån) som avvattnar avrinningsområdet har biflödesordning 2, vilket innebär att vattnet flödar genom totalt 2 vattendrag innan det når havet efter 86 kilometer. Avrinningsområdet består mestadels av skog (82 procent). Avrinningsområdet har 0,06 kvadratkilometer vattenytor vilket ger det en sjöprocent på 0,7 procent.